# Alan William James Cousins
Alan William James Cousins FRAS (8 de agosto de 1903 – 11 de maio de 2001) foi um astrônomo sul-africano. Sua a carreira durou 70 anos, durante a qual ele se concentrou na medição de estrelas variáveis, includindo a medição dos dois períodos senoidais de Gamma Doradus. Durante os anos 1990, ele desenvolveu o sistema fotométrico UBV para a medida de fluxos estelares, que se tornou padrão e é também conhecido como o "sistema de Cousins".

## Educação e carreira
Alan William James Cousins nasceu em Three Anchor Bay, Cidade do Cabo, o mais velho de quatro filhos; seu pai, Clarence Wilfred Cousins, era um funcionário público sênior que servira por um tempo como o Secretário do Trabalho. Seu avô materno era Sir James Murray, o primeiro editor do Oxford English Dictionary; Cousins atendeu ao funeral de seu avô aos 11 anos de idade.

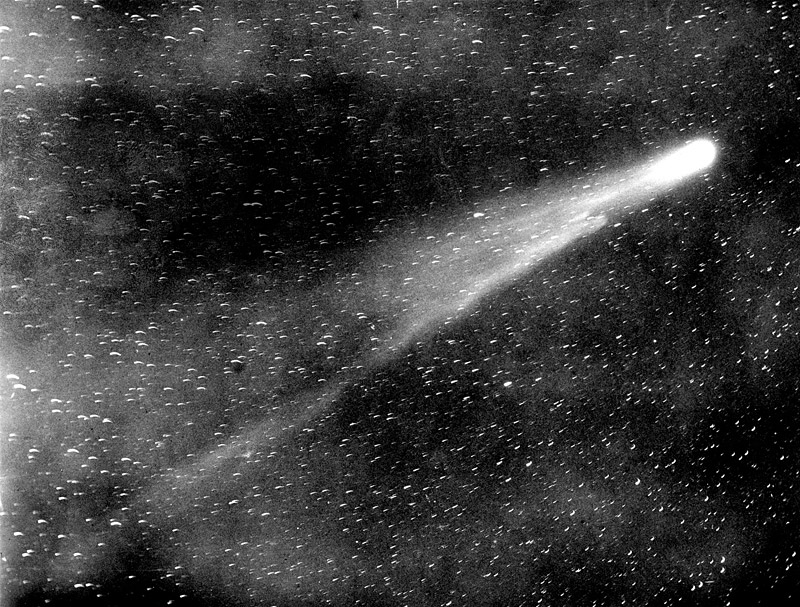
Imagem do cometa Halley, tirada em 6 de junho de 1910.

O interesse de Cousins em astronomia começara pela observação do cometa Halley em 1910, e em seguida por um livro de astronomia que ele lera: "The Stars", por E.Hawkes, dado a ele entre o final de 1914 e o início de 1915, durante uma visita familiar à Inglaterra. Em 1915, sua família se mudou para Pretória, e Cousins foi educado no Colégio de Pretória para Meninos de 1917 a 1921. A aparição de Nova Aquilae (uma nova brilhante que ocorreu na constelação da Aquila) em 1918 e uma carta recebida do astrônomo Alexander William Roberts em 1920 encorajaram ainda mais o seu interesse pela astronomia. Em 1922, ele entrou na Universidade de Witwatersrand com uma bolsa de estudos de Barney Barnato para estudar engenharia mecânica e engenharia elétrica. Depois de graduar-se em 1925, Cousins passou um ano na Inglaterra trabalhando na C. A. Parsons and Company em Newcastle-upon-Tyne. Ele então retornou à África do Sul e foi empregado na Electicity Supply Commission, onde trabalharia por 20 anos.
Ao longo do início de sua carreira, Cousins observou diversas estrelas variáveis. Nos anos 1940, a técnica de usar lentes de Fabry para obter imagens uniformes de estrelas para medição, como utilizada por E.G. Williams, tornou-se de grande interesse para Cousins, que então publicou sua primeira lista (com magnitude na região visível) de mais de 100 estrelas brilhantes do hemisfério sul em 1943, observadas por ele no observatório de Durban. R. H. Stoy do Royal Observatory, Cape of Good Hope, ficou impressionado com os resultados de Cousins por serem comparáveis àqueles obtidos por astrônomos profissionais. Esse fato acarretou uma colaboração e, em 1947, Cousins juntou-se à equipe do Royal Observatory. Cousins devotou-se unicamente pelos últimos 50 anos de sua vida à fotometria e sua melhora pela aplicação do efeito fotoelétrico.
No início dos anos 1990, Cousins começou a utilizar um tubo fotomultiplicador novo com sensibilidade no vermelho como parte de um sistema fotométrico para a coleta de informação sobre a distribuição de energia de estrelas avermelhadas. Esse sistema fotométrico UBV foi baseado em um criado por Gerald Kron e ficou conhecido como o "sistema Cousins" (ou às vezes "sistema Kron-Cousins"). Ele permitia medidas fundamentais padronizadas de banda larga do fluxo estelar, do ultravioleta próximo ao infravermelho próximo.
Outra de suas descobertas foi a variabilidade de Gamma Doradus, que mais tarde foi revelada como sendo o protótipo de uma nova classe de estrelas variáveis.